# مركز كي بنك
مركز كي بنك (بالإنجليزية: KeyBank Center)‏ هي ساحة داخلية متعددة الأغراض تقع في بوفالو، نيويورك، الولايات المتحدة.